# Tigris & Euphrates
Tigris & Euphrates (Tigri & Eufrate, in italiano) è un gioco da tavolo creato da Reiner Knizia e distribuito nel 1997 da Hans im Glück. Il gioco prende il nome dai fiumi Tigri ed Eufrate. Il gioco ha consentito all'autore di vincere il suo secondo Deutscher Spiele Preis nel 1998 dopo quello vinto nel 1993 con Modern Art.